# Cocorăștii Colț
Cocorăștii Colț est une commune roumaine du județ de Prahova, dans la région historique de Valachie et dans la région de développement du Sud.

## Géographie
La commune de Cocorăștii Colț est située dans le sud-ouest du județ, à la limite avec le județ de Dâmbovița, sur la rive droite de la Prahova, dans la plaine valaque, à 34 km au sud-ouest de Ploiești, le chef-lieu du județ.
La municipalité est composée des huit villages suivants (population en 1992) :
- Cheșnoiu (242) ;
- Cocorăștii Colț (611), siège de la municipalité ;
- Cocorăștii Grund (847) ;
- Colțu de Jos (368) ;
- Ghioldum (249) ;
- Perșunari (559) ;
- Piatra (160) ;
- Satu de Sus (210).

## Histoire
La commune est née en 2003 de la séparation d'avec la commune de Mănești.

## Politique
| Période                                  | Période  | Identité    | Étiquette | Qualité |
| ---------------------------------------- | -------- | ----------- | --------- | ------- |
| Les données manquantes sont à compléter. |          |             |           |         |
| 2008                                     | En cours | Doru Bardaș | PDL, PNL  |         |

| Parti | Parti                                                 | Sièges |
| ----- | ----------------------------------------------------- | ------ |
|       | Parti national libéral (PNL)                          | 7      |
|       | Parti social-démocrate (PSD)                          | 2      |
|       | Alliance des libéraux et démocrates (ALDE)            | 1      |
|       | Union nationale pour le progrès de la Roumanie (UNPR) | 1      |

## Démographie
| 2007  |
| ----- |
| 3 152 |

## Communications

### Routes
La commune est située sur la route nationale DN1A Ploiești-Bucarest.